# Acuerdo de Viena por el que se establece una Clasificación Internacional de los elementos figurativos de las marcas
El Acuerdo de Viena por el que se establece una Clasificación Internacional de los elementos figurativos de las marcas, es un tratado internacional adoptado el 12 de junio de 1973, que establece una clasificación para las marcas que consisten en elementos figurativos o que contienen dichos elementos, conocida como Clasificación de Viena. El acuerdo entró en vigor el 9 de agosto de 1985.
El arreglo fue enmendado el 1 de octubre de 1985 y hasta julio de 2023 tenía 38 países firmantes. Cualquier estado parte en el Convenio de París para la Protección de la Propiedad Industrial de 1883 puede adherirse al Acuerdo de Viena. El tratado es administrado por Organización Mundial de la Propiedad Intelectual (OMPI) quién también se encarga de la revisión y publicación de la clasificación cada cinco años.

## Antecedentes
En 1967, por petición de algunos Estados miembros, el Comité de Coordinación Interuniones de las BIRPI, oficinas antecesoras de la Organización Mundial de la Propiedad Intelectual, crearon un comité de expertos a fin de crcear una clasificación internacional de los elementos figurativos de las marcas.
Dicha clasificación fue aceptada y adoptada en la Conferencia Diplomática de Viena el 12 de junio de 1973, cuando ya existía la OMPI. El acuerdo en vigor el 9 de agosto de 1985 y fue enmendado el 1 de octubre de ese mismo año.

## Contenido
El acuerdo define a la Clasificación de Viena en su artículo 2(1) nombrándola en sentido genérico como Clasificación de los Elementos Figurativos:

"La Clasificación de los Elementos Figurativos estará constituida por una lista de las categorías, divisiones y secciones en las que se clasificarán los elementos figurativos de las marcas, acompañada, cuando así proceda, de notas explicativas."

Además de adoptar la Clasificación de Viena, el acuerdo establece que las oficinas competentes de los países parte en el Acuerdo, deberán incluir en los documentos y publicaciones oficiales relativos al registro de marcas los números de las categorías, divisiones y secciones de la Clasificación que se han asignado a los elementos figurativos de dichas marcas.
También establece una Unión Especial compuesta por los países miembros del acuerdo y un Comité de Expertos encargado de modificar y completar la Clasificación de los Elementos Figurativos.

## Clasificación de Viena
La Clasificación constituye un sistema jerárquico que procede de lo general a lo particular, clasificando todos los elementos figurativos, esto es, los símbolos, dibujos, figuras o gráficos, en 29 categorías, divididas a su vez en divisiones y secciones.A dichas divisiones se otorga un número y las subsiguientes subdivisiones de la misma figura se otorga como divisor un número. 